# JoAnn Falletta

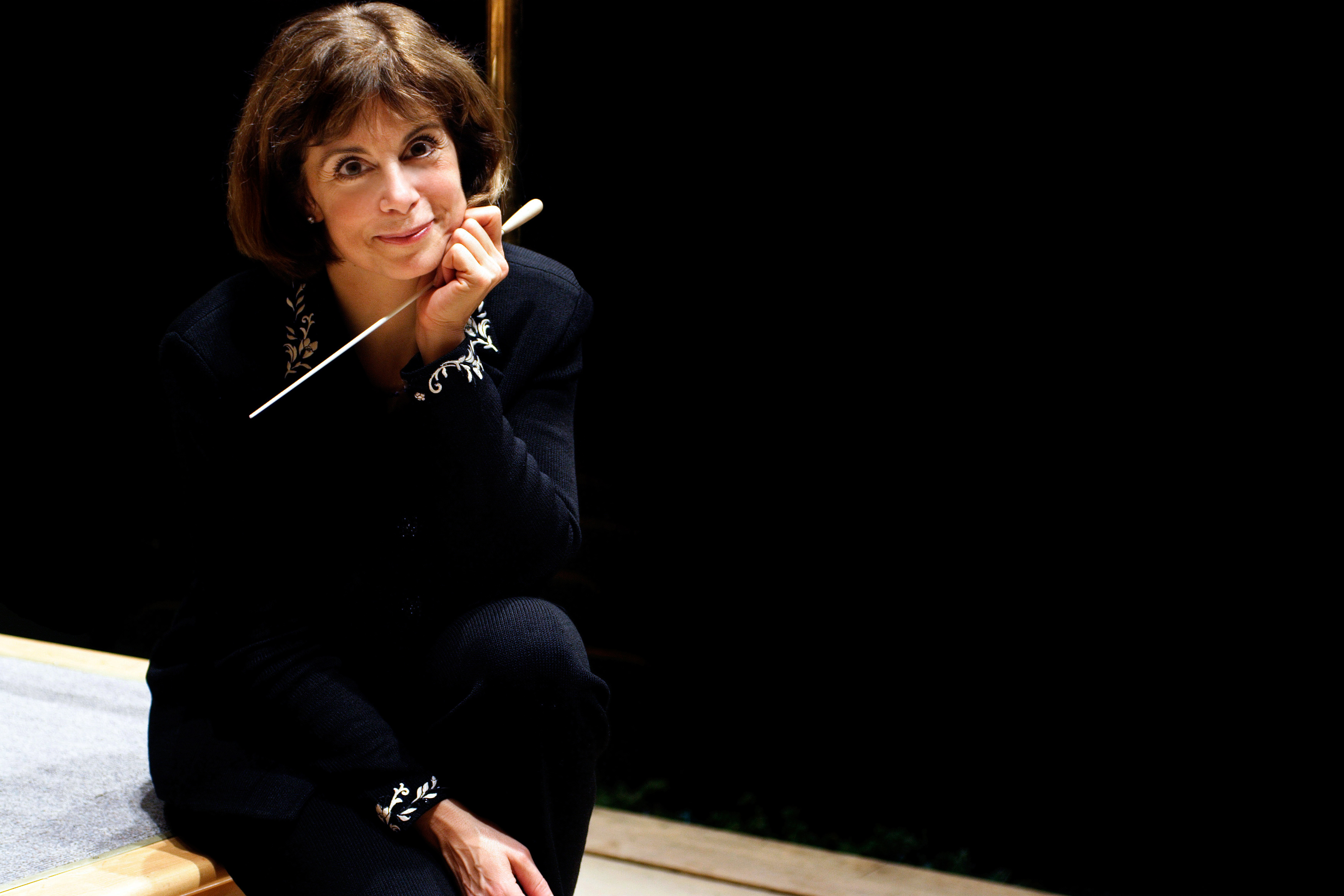
JoAnn Falletta (2005)

JoAnn Falletta (* 27. Februar 1954 in Brooklyn, New York) ist eine US-amerikanische Musikerin und Dirigentin. Sie ist für ihre Zusammenarbeit mit dem Virginia Symphony Orchestra und dem Buffalo Philharmonic Orchestra bekannt. Sie machte sich mit Aufnahmen wichtiger, aber selten gehörter Werke einen Namen.

## Biografie
Sie wurde am 27. Februar 1954 in New York City geboren und wuchs in der Gegend von Queens in einem italienisch-amerikanischen Haushalt auf. Falletta besuchte das Mannes College of Music und die Juilliard School in New York City. Sie begann ihre Musikkarriere als Gitarren- und Mandolinenspielerin. In ihren Zwanzigern wurde sie oft gebeten, mit der Metropolitan Opera oder mit den New Yorker Philharmonikern zu spielen. Ihr Studium am Mannes College of Music begann sie 1972 und dirigierte schon in ihrem ersten Jahr das Studentenorchester. In dieser Zeit reifte ihr Wunsch nach einer Karriere als Dirigentin. Nach ihrem Abschluss studierte sie weiter am Queens College (M.A. in „orchestral conducting“) und an der Juilliard School (M.M., D.M.A. in „orchestral conducting“). Falletta absolvierte eine Ausbildung zur Dirigentin bei Jorge Mester, Semyon Bychkov und anderen.
1991 wurde Falletta zur elften Intendantin des Virginia Symphony Orchestra ernannt. Im Mai 2011 wurde ihr Vertrag in Virginia bis zur Saison 2015/16 verlängert und im September 2015 um fünf weitere Jahre. Sie war auch Intendantin des Long Beach Symphony Orchestra und des The Women’s Philharmonic Orchestra (San Francisco). Im Mai 1998 wurde sie Intendantin des Buffalo Philharmonic Orchestra. Diese Stelle trat sie in der Saison 1999/2000 an. Während ihrer Amtszeit in Buffalo nahm das Orchester Stücke für Naxos Records auf und spielte zum ersten Mal seit 20 Jahren wieder in der Carnegie Hall. In Zusammenarbeit mit dem Orchester und der Fernsehstation WNED etablierte sie die JoAnn Falletta International Guitar Concerto Competition. Sie verlängerte kürzlich ihren Vertrag mit dem Buffalo Philharmonic Orchestra bis zur Saison 2020/21.
Außerhalb der USA fand Fallettas erster Gastauftritt im August 2010 beim Ulster Orchestra statt. Weitere Auftritte hatte sie dort im Januar 2011. Im Mai 2011 wurde Falletta die zwölfte Chefdirigentin des Ulster Orchestra. Ihren Posten trat sie zur Saison 2011/12 an; ihr Vertrag lief drei Jahre. Sie war die erste Frau und die erste Amerikanerin, die Chefdirigentin dieses Orchesters war. Nach der Saison 2013/14 trat Falletta von diesem Posten zurück.
Falletta saß von 2008 bis 2012 im National Council on the Arts und folgte damit der Berufung durch George W. Bush. In der schwedischen Dokumentation A Woman Is a Risky Bet: Six Orchestra Conductors aus dem Jahr 1987 dirigiert sie das Queens Philharmonic mit Stravinskys Ballettmusik Le sacre du printemps. 2016 wurde sie zum Mitglied der American Academy of Arts and Sciences gewählt.
Falletta nahm über 70 Alben auf, unter anderem für das Label Naxos. Darunter waren Stücke von Johannes Brahms, Franz Schubert, Clara Schumann und Lili Boulanger oder von modernen Komponisten wie John Corigliano und Samuel Barber. Sie machte sich mit Aufnahmen wichtiger, aber selten gehörter Werke einen Namen.
Falletta heiratete 1986 Robert Alemany, der für IBM arbeitet und in Teilzeit professioneller Klarinettist ist.